# Nicodim Munteanu
Nicodim Munteanu (Pipirig, Rumanía, 6 de diciembre de 1864-Bucarest, 27 de febrero de 1948) fue cabeza de la Iglesia Ortodoxa Rumana y segundo patriarca de su país entre 1939 y 1948.

## Descripción
Munteanu contaba con el apoyo de la familia real de Rumanía, notablemente anticomunista, rechazando cualquier ayuda al nuevo régimen comunista establecido en 1947. Su muerte en 1948, poco después del establecimiento de la República Socialista, y la consiguiente sucesión en el patriarcado de Rumanía de un afín al nuevo régimen, Justiniano I, ha llevado a algunos historiadores a sospechar que no se trataba de una muerte natural.
Munteanu fue enterrado en la Catedral Patriarcal rumana en Bucarest, junto al primer patriarca de Rumanía, Miron Cristea.
| Predecesor: Miron I | Patriarca de Rumanía 1939 - 1948 | Sucesor: Justiniano I |

- Datos: Q1840498
- Multimedia: Patriarch Nicodim of Romania / Q1840498